# Deutschtarok

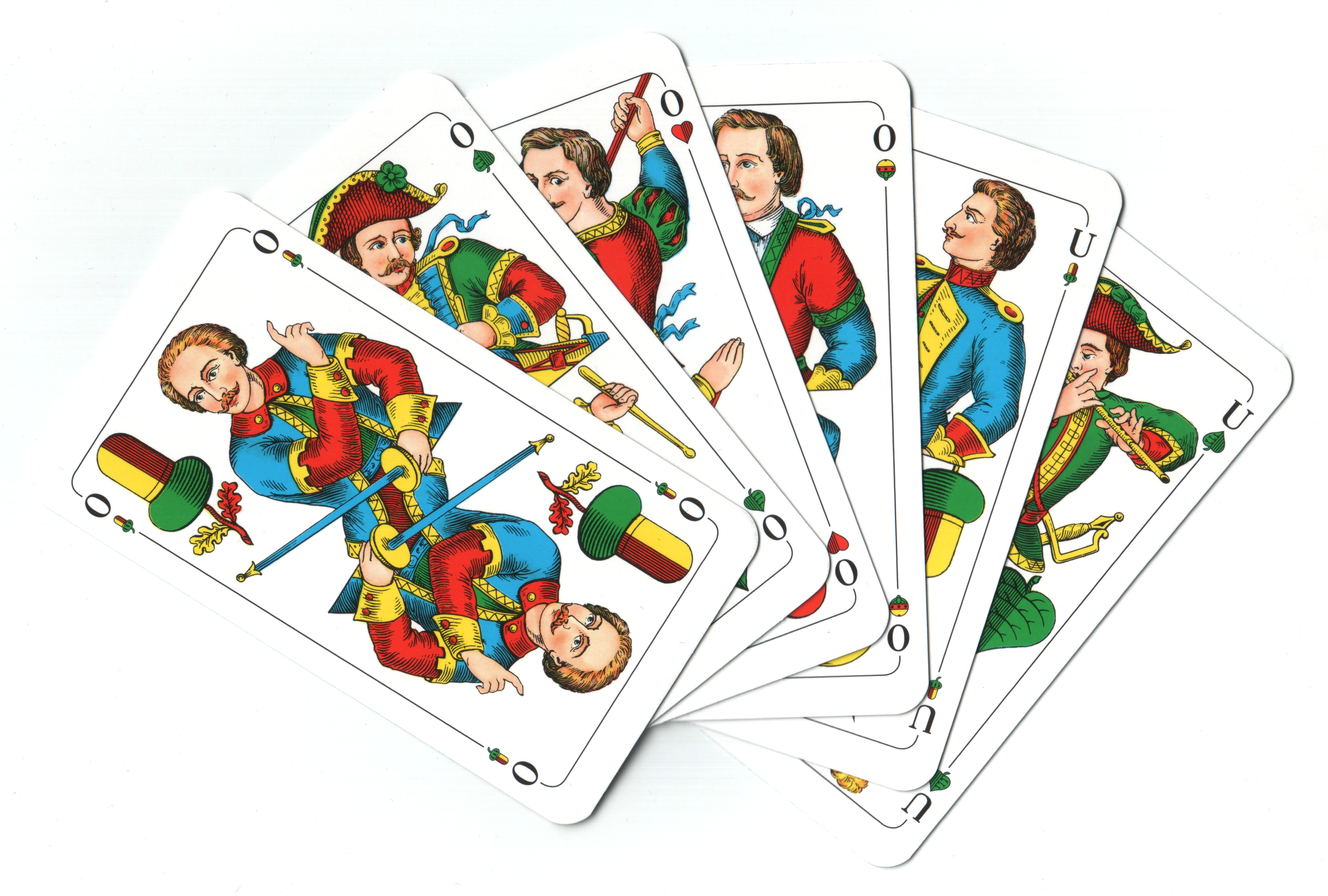
Typische Deutschtarokkarten

Deutschtarok, manchmal auch als Sansprendre, meistens aber nur als Tarok bekannt, ist ein historisches Ass-Zehn-Kartenspiel für drei Spieler, das im 18. Jahrhundert aufkam und der Vorläufer einer Familie von Spielen ist, die noch heute in Europa und Nordamerika gespielt werden. Es wurde im 19. Jahrhundert in Bayern und Schwaben sehr beliebt, bevor es weitgehend durch Schafkopf verdrängt wurde, hat aber in den regionalen Formen des Bayerischer Tarock und Tapp überlebt. Mitte des 19. Jahrhunderts wurde es das beliebteste Kartenspiel unter der Münchener Mittelschicht und wurde im späten 19. und frühen 20. Jahrhundert auch vom bekannten bayerischen Autor Ludwig Thoma gespielt und tauchte häufig in seinen Romanen und Zeitschriftenartikeln auf. Es wurde nach dem Ersten Weltkrieg durch andere Formen wie das Bayerische Tarock abgelöst.
Das Deutsche Tarok entstand aus dem Versuch, das Tarockspiel Großtarock mit einem gemeinlichen 36-Blatt deutscher Karten anstelle von Tarockkarten zu spielen, entwickelte sich aber später zu einem viel interessanteren Spiel mit Ansagen und einer Vorzugsfarbe. Die Familie der Spiele, die vom Deutschen Tarok abstammen, umfasst das österreichische Bauerntarock, das mexikanische Rana und die amerikanischen Spiele Frog und Six-Bid-Solo.

## Name
Der Name des Spiels wurde im Deutschen unterschiedlich geschrieben, beispielsweise als „Deutsch-Tarock“, Deutsch-Tarok, Deutsch Tarrok, Deutschtarok, Deutscher Tarok, Deutscher Taroc, oder einfach „Tarok“. Im Englischen wird es als „German Tarok“ oder „German Tarock“ wiedergegeben.
Als die neue Variante in den 1830er Jahren erschien, wurde sie zunächst „Sansprendre“ genannt, in Anlehnung an den Namen des Solospiels. Sans prendre ist französisch für "ohne aufzuheben" und bezieht sich auf die Tatsache, dass der Alleinspieler bei einem Sansprendrespiel den Scat (Skat) – die 3 Karten, die nach dem Geben übrig bleiben – nicht verwenden konnte. Mit dem Niedergang des ursprünglichen Spiels ging der Name Deutsches Tarok oder Tarok jedoch auf das neue Spiel über, obwohl der Name Sansprendre in einigen Kreisen fortbestand. Beispielsweise wird in einem Nürnberger Chorlied aus dem Jahr 1878 eine Kneipe beschrieben, in der vier Personen bis in die Nacht Sans Prendre spielen, während ein Quintett Schaffkopf [sic] oder Quodlibet spielt.
In den 1870er Jahren waren Karten mit französischen Farben in die südwestdeutschen Staaten vorgedrungen, insbesondere in das Königreich Württemberg, wo die mit französischen Karten gespielte Variante des Deutschen Tarok in Tapp umbenannt wurde, während das mit den traditionellen deutschen Karten dieser Region gespielte Spiel Württembergisches Tarock genannt wurde. Beide ähnelten jedoch weitgehend dem in Bayern gespielten Spiel. Ein anderer von Anton (1879) aufgezeichneter Name war Solo, der deutsche Name des Sansprendre-Spiels.

## Geschichte
Die erste Erwähnung des deutschen Tarok stammt aus dem Jahr 1795 in Illerfeld in Oberschwaben im damaligen Kurfürstentum Bayern. Es ist jedoch wahrscheinlich, dass das Spiel Mitte des 18. Jahrhunderts in den süddeutschen Staaten entstand, als Versuch, das deutsche Tarockspiel Großtarock mit normalen Karten des deutschen Bild zu spielen. Das ursprüngliche Spiel wurde so beliebt, dass Anfang des 19. Jahrhunderts deutsche Spielkarten Farben einfach als „Deutsch-Taroc“ bezeichnet wurden. Es sind keine ausführlichen Regeln für diese Urform erhalten geblieben, aber sie wird im Vorwort einer Abhandlung aus dem Jahr 1839 kurz beschrieben. Der Autor nennt sie „sehr einfach und uninteressant“ im Vergleich zum Thema der Broschüre, Sansprendre, einer Variante, die er für so gut hielt, dass es schwer sein würde, ein interessanteres Spiel mit deutschen Karten zu finden. Diese neue Variante hatte ihre ursprüngliche Form in den 1830er Jahren abgelöst und nahm ihren Namen in den 1850er Jahren an. Danach wurde es normalerweise Deutsches Tarok oder einfach Tarok genannt, obwohl der Name Sansprendre in einigen Regionen, insbesondere in Franken, weiterhin verwendet wurde.

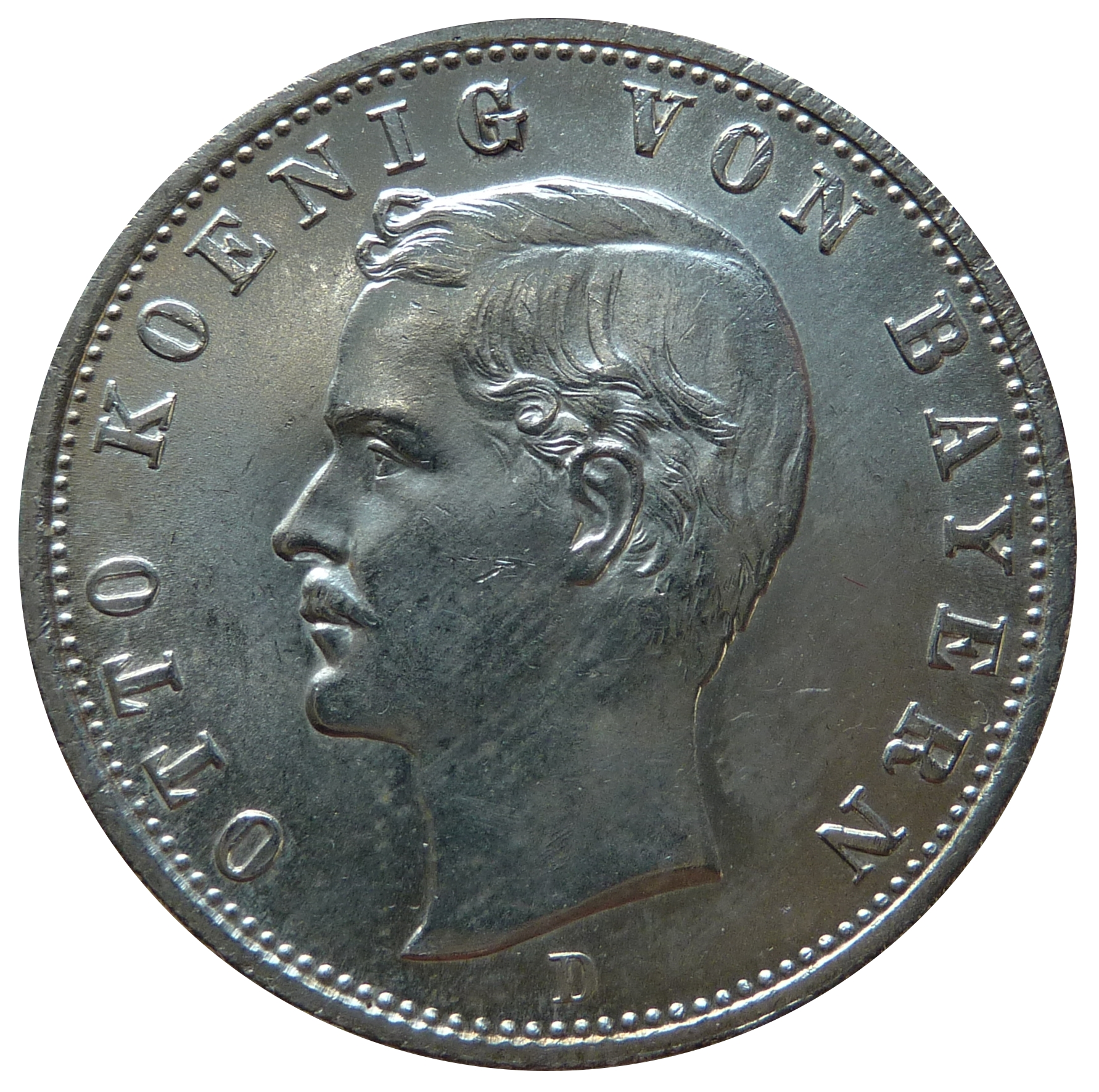
Silbertaler, 1909

Mitte des 19. Jahrhunderts war deutsches Tarok das Kartenspiel der Wahl für die Mittelklasse in der bayerischen Hauptstadt München und wurde fast ausschließlich von allen anderen gespielt. 1864 war es das beliebteste Spiel in Augsburg. Von den 1830er Jahren bis ins frühe 20. Jahrhundert wurden in Bayreuth, München und Nürnberg spezielle Abhandlungen zu diesem Spiel veröffentlicht, was die Popularität des Spiels in Bayern weiter bezeugt. Es war jedoch auch außerhalb Bayerns bekannt, beispielsweise in Hessen und Preußen. Während dieser Zeit blieben die Spielregeln bemerkenswert stabil. Die wichtigsten Änderungen waren Ausarbeitungen des Zahlungssystems. Das deutsche Tarok wurde normalerweise mit niedrigen Einsätzen gespielt. Eine Tabelle mit „Kartenspiel-Tarif“ aus dem Jahr 1876 gibt 3 Auszahlungsstufen für Spiele an, die mit einem Laus-Tiegel (gemeinsamer Topf) gespielt werden, sowie zusätzliche Auszahlungen, wenn Blöcke oder ein Pool (Poule) verwendet wurden. In der billigsten Variante war der Gewinn einer Frage mit bis zu 20 Überschusspunkten 5 Pfennig wert, der Gewinn mit 21 bis 40 war 10 Pfennig wert und darüber hinaus 15 Pfennig.
Deutsches Tarok in seiner späteren Form hielt sich bis in die frühen Jahre des 20. Jahrhunderts, als es ein Favorit des wohlhabenden bayerischen Autors Ludwig Thoma war, der es vor und während des Ersten Weltkriegs spielte. Es ist bekannt, dass er sowohl das „Scharfe Tarock“ als auch das Tarock mit „Talerblöcken“ gespielt hat, d. h. Blöcke oder Spielsteine im Wert von 3 Mark oder 1 Taler.
Allerdings geriet das Tarock mit dem Aufstieg des Schafkopf in einen stetigen Niedergang. Nach dem Ersten Weltkrieg wurden die Punktewertung mit Überschusspunkten und die komplexen Zahlungssysteme im sogenannten Bayerischen Tarock abgeschafft. Während dieser Zeit erschienen zahlreiche lokale und regionale Varianten, von denen einige noch heute existieren. Die heute vorherrschende Version ist jedoch die Punktansageversion des Bayerischen Tarocks oder Haferltarocks, die nach dem Zweiten Weltkrieg entstand.

## Karten
| Farben des deutschen Bilds |      |      |        |
| Schellen                   | Herz | Gras | Eichel |
|                            |      |      |        |

Das Spiel wird mit 36 Blatt des deutschen Blatts gespielt. Im Teil Schwabens außerhalb Bayerns waren dies vom Württembergisches Bild. Diese sind immer noch weithin erhältlich und werden als „Schafkopf-Tarock“ Karten vermarktet (siehe Abbildung). Dieser standardmäßigen deutschen Karten rangieren vom Ass (bayerisch: Sau oder "Sau") bis 6. Somit hat das Spiel insgesamt 36 Karten in 4 Farben mit jeweils 9 Karten.

### Rangfolge
Beim bayerischen Tarock steigt der Stichwert einer Karte im Allgemeinen mit ihrem Nennwert. Das Ass (Aß) oder Sau (Sau), Symbol A, ist die höchste Karte und es folgen: Zehner (10) > König (K) > Ober (O) > Unter (U) > Neuner (9) > Achter (8) > Siebener (7) > Sechser (6).

### Werte
Die Karten haben die gleichen Augenwerte wie beim Schafkopf. Die 10 mit zehn Augen liegt knapp unter dem Ass (11 Augen), aber über König (4), Ober (3) und Unter (2). Der Wert der Spatzen (9 bis 6) liegt nur in ihrer Fähigkeit, während des Spiels Stiche zu machen, Trümpfe oder andere Karten zu ziehen, sie haben jedoch keinen eigentlichen Augenwert.
| Ränge und Augenwerte der Karten |    |    |   |   |   |   |   |   |   |
| Rang                            | A  | 10 | K | O | U | 9 | 8 | 7 | 6 |
| Wert                            | 11 | 10 | 4 | 3 | 2 | – | – | – | – |

### Trumpf
Im ursprünglichen Spiel war Herz möglicherweise immer Trumpf. In der späteren Variante war Herz normalerweise die permanente Trumpffarbe im niedrigsten Spiel, bekannt als Frage, in dem der Skat aufgenommen und ausgetauscht werden konnte. Es war jedoch nur eine Vorzugsfarbe in Solospiel, d. h. ein Herz-Solo wurde höher bewertet als ein Solo in irgendeiner anderen Farbe.

## Deutsches Tarok (ca. 1760–1830)
Der einzige Bericht über das ursprüngliche Spiel sind ein paar skizzenhafte Bemerkungen im Vorwort der Abhandlung „Das Sansprendre-Spiel in Regeln zur richtigen Auffassung und Ausführung desselben nach seinen verschiedenen Nuancen dargestellt“ (SSR) aus dem Jahr 1839. Obwohl sich diese ursprüngliche Form des deutschen Tarok „nur in einigen Punkten“ von seinem Nachfolger Sansprendre unterschied, war sie „in der Ausführung ganz verschieden“. Es wurde mit 36 Karten deutscher Farbe gespielt, wobei jeder Spieler 11 erhielt und die restlichen 3 dem Geber gehörten. Es ist wahrscheinlich, dass Herz eine permanente Trumpffarbe war und die Rolle der Tarocks im Großtarock ersetzte. Es war ein Ass-Zehn-Spiel, bei dem der Spieler mit den meisten Punkten gewann.

## Sansprendre
Die ersten Regeln eines neuen Form des deutschen Tarok, das ursprünglich Sansprendre hieß, wurden zusammen mit ausführlichen taktischen Anleitungen in derselben Abhandlung, „SSR“, veröffentlicht. Der Autor beginnt mit einem Vergleich von Sansprendre mit dem ursprünglichen deutschen Tarok und sagt: „Es giebt nicht leicht ein Spiel mit teutschen Karten, welches so viel Interesse gewährt, als sas Sansprendre; eine Abart vom deutschen Tarok, obschon von diesem in der Ausführung ganz verschieden“ und dass „jeder, der [Sansprendre] mehrmals gespielt und in diesem herrschenden Geist nur einigermaßen kennen gelernt hat, zu jenem nich mehr zurückkehren mag, weil es ihm, im Vergleich, ganz einfach und ohne Interesse erscheinet.“

### Ziel
Das Ziel ist es, als Alleinspieler 61 oder mehr Punkte pro Spiel zu erzielen. Die Gegner versuchen, dies zu verhindern.

### Geben
Das Spiel wird unter drei oder vier Spieler gespielt. Wenn vier spielen, sind nur drei aktiv; der Geber wird „König“ und nimmt nicht teil. Um die Sitzordnung festzulegen, werden Karten unterschiedlicher Farben neben jeden Platz gelegt und die Spieler ziehen Karten gleicher Farben und setzen sich an den Platz, dessen Farbe der Karte entspricht, die sie gezogen haben.
Normalerweise werden zwei Spielkarten mit je 36 Blatt verwendet, wobei das zweite „premiliert“ (vorgemischt) wird und für den nächsten Geber bereit ist. Der erste Geber ist der Spieler, der Herz gezogen hat. Er mischt, lässt die Karten rechts „coupiert“ (abheben) und legt dann die obersten 3 Karten, welche als Skat genannt werden, verdeckt vor sich hin. Dann gibt er jedem Mitspielenden erst vier, dann drei, und zuletzt wieder vier Karten, sodass jeder Spieler 11 Karten hat.

### Ansagen
Es gibt eine einzige Ansage-Runde. Jeder kann eines der 4 Spiele ansagen, die unten in aufsteigender Reihenfolge angezeigt werden:
| Sansprendre            |                    |          |       |
| Name des Spiels        | Austausch mit Skat | Farbe(n) | Tarif |
| Frage                  | Ja                 | , oder   | x 1   |
| Frage in Farbe         | Ja                 | Nur      | x 2   |
| Sansprendre            | Nein               | , oder   | x 3   |
| Sansprendre in Couleur | Nein               | Nur      | x 4   |

Mit Vorhand beginnend kann jeder „Pass!“ bzw. ein Spiel ansagen. Sobald ein Spiel angesagt wird, müssen nachfolgende Spieler es mit „Gut“ annehmen oder überbieten. Wenn überbietet, muss der frühere Ansager es annehmen oder er kann halten. Wenn ein Frage oder Sansprendre geboten wurde, kann ein späterer Spieler fragen „Ist's in Couleur?“, d. h. in Herz, aber wenn die Antwort „nein“ lautet, muss der spätere Spieler dann in Herz spielen. Der Höchstbietende gewinnt die Bietrunde. Bei einer Frage tauscht der Spieler 3 Karten mit dem Skat aus; diese dürfen keine Asse sein, es sei denn, die gesamte Farbe wird gehalten. Der Spieler nennt Trümpfe, es sei denn, es wurde ein Herz-Solo genannt, in welchem Fall es offensichtlich ist. Die Spieler können vereinbaren, dass ein Tout (Durchmarsch) angekündigt werden kann, nachdem die Auktion entschieden wurde.

### Spiel
Das Spiel ist im Uhrzeigersinn und Vorhand spielt aus. Die Spieler müssen wenn möglich Farbe bedienen, und mit Trumpf stechen, wenn sie nicht bedienen können, andernfalls können sie jede beliebige Karte spielen. Der Stich wird vom höchsten Trumpf gewonnen, es sei denn, es wird keiner gespielt, wobei die höchste Karte der angespielten Farbe gewinnt. Der Gewinner des Stichs spielt zum nächsten aus.

### Abrechnung
Der Alleinspieler benötigt 61, um zu gewinnen, und wird für jeden Point (Augenpunkt) über 60 bezahlt. Wenn er verliert, zahlt er für jeden Punkt unter 60. Bei einem Unentschieden (60–60) gibt es normalerweise keine Zahlung. Ein Tarif pro Punkt wird im Voraus vereinbart, beispielsweise 1 Punkt = 1 Pfennig. Dieser Tarif wird dann gemäß der obigen Tabelle multipliziert.
Außerdem kann Sansprendre gespielt werden:
- Ohne Boule (Boule d. h. Pot). Die Zahlungen werden dann aus der eigenen Tasche der Spieler geleistet. Wenn das Spiel gewonnen wird, wird der Alleinspieler entsprechend der Anzahl der Überschusspoints (Punkte über 60) jedes Gegenspielers bezahlt; wenn es verloren wird, zahlt der Alleinspieler jedem Gegenspieler einen Betrag entsprechend der Anzahl der Unterschusspoints (Punkte unter 60). Wenn der Alleinspieler beispielsweise ein „Sansprendre“ mit 82 Points gewinnt, zahlen die Gegner jeweils 22 x 3 = 66 pf an den Alleinspieler. Wenn eine Frage in Couleur mit 41 Points verloren geht, zahlt der Alleinspieler jedem Gegenspieler 19 x 2 = 36 pf.[9]
- Mit Boule. Jeder Spieler setzt einen Betrag im ersten Spiel und immer dann, wenn der Boule  aufgefüllt werden muss. Ansonsten zahlt nur der Geber vor jedem Geben einen Einsatz. Zahlungen für Über- und Unterschreitung der Punkte werden aus der Tasche gezahlt. Wenn jedoch ein „Sansprendre“ gewonnen wird, räumt der Alleinspieler auch den Boule ab; wenn er verloren geht, verdoppelt der Alleinspieler den Boule. Ein Boule-Limit kann vereinbart werden.[9]

## Tarok (ca. 1850–1918)
1851 übernahm das Spiel den Namen seines Vorgängers, (Deutsches) Tarok, später auch Deutschtarok. Weitere, hauptsächlich kosmetische Änderungen treten in den 1880er Jahren auf. In der ausführlichsten Darstellung, der „Ausführlichen Anleitung zum Deutschtarokspielen“ (AAD, 1881), wurde die französische Terminologie (Points, Boule) aufgegeben und es wurden aufwendigere Zahlungssysteme beschrieben. Die folgenden Regeln basieren auf AAD und zeigen die wichtigsten Änderungen gegenüber den oben genannten Regeln für Sansprendre.

### Geben
Alles ist wie bei Sansprendre, außer dass es eine alternative Methode zur Auswahl des Gebers gibt: das Kartenspiel wird verdeckt gemischt und aufgefächert. Die Spieler ziehen eine Karte, und derjenige mit der niedrigsten Zahl gibt zuerst. Französische Kartenspiele werden angeblich an mehreren Orten verwendet.

### Ansagen
Wieder einmal gibt es eine einzige Bietrunde, aber dieses Mal sind nur drei Spiele vorhanden: die normale Frage ist fallengelassen. Frage in Couleur wird in Frage umbenannt, ein Sansprendre wird jetzt ein Solo und ein Sansprendre in Couleur wird ein Herzsolo. In jedem Fall gehören die Augen im Skat dem Alleinspieler. Eine Frage kann nur in Herz gespielt werden; um dies zu bieten, kann man entweder „Frage!“ oder „ich spiele!“ sagen. Ein zweiter Ansager kann dies mit „Ich spiele besser!“, „ich spiele auch“, „ich spiele mehr“ oder „ich spiele ein Solo“ überbieten. Der dritte kann jetzt „Ich spiele noch besser“, „Ich spiele am besten“ oder bloß „Herz-Solo“ ansagen. Ein Spieler, der überboten wurde und das höhere Gebot halten möchte, sagt „Ich spiele selbst“.
| Deutsches Tarok |                    |        |       |
| Spiel           | Austausch mit Skat | Farben | Tarif |
| Frage           | Ja                 | Nur    | x 2   |
| Solo            | Nein               | , oder | x 3   |
| Herzsolo        | Nein               | Nur    | x 4   |

Eine Ansage, alle Stiche zu machen, ist ein „Matsch“. Spieler, die ein Solo in einer anderen Farbe als Herz bieten, dürfen keine Trümpfe nennen, bis die Auktion beendet ist. Ein Fragespieler, der mit dem Skat fertig ist, kündigt „Ich bin bereit“ an. Asse können jetzt im Scat abgelegt werden. Ansonsten wird wie bei Sansprendre geboten.

### Spiele
Wie bei Sansprendre.

### Abrechnung
Es werden vier Zahlungsschemen beschrieben:
- Zahlen aus der Hand. Wie beim Sansprendre.
- Mit Laustiegel oder Hafen. Die Zahlungen unterscheiden sich geringfügig von denen bei der SSR. Zwei oder drei Mark werden in einen Topf namens Laustiegel oder Hafen eingezahlt, aus dem die Gewinne ausgezahlt werden. Verluste werden aus der Tasche des Alleinspielers bezahlt und zwischen den beiden Gegnern aufgeteilt. Somit ist der gewonnene oder verlorene Betrag jedes Mal halb so hoch wie bei der ersten Methode.
- Blöcke. Ein ausgeklügeltes System mit Spielmarken namens 'Blöcke', die einen festen Wert haben. Bei vier Spielern (drei aktive Spieler gleichzeitig) werden zwölf Blöcke in eine Tasse gelegt und ihr Wert auf beispielsweise 20 Points = 20 Pf. festgelegt. Vor dem ersten Spiel legt der Geber einen der Blöcke in der Tasse. Ein erfolgreicher Solospieler erhält von jedem Gegner die übliche Überschusszahlung und kassiert den Block. Bei einem Unentschieden gibt es normalerweise keine Zahlung. Der nächste Geber fügt der Tasse einen zweiten Block hinzu. Wenn das Solo verloren geht, zahlt der Alleinspieler den Gegnern die zu wenig erzielten Points, muss aber der Tasse verdoppeln. Wenn also ein Block darin ist, addieren sie 20 pf. Diese Strafe wird als Bête bezeichnet. Wenn ein weiteres Solo verloren geht, so dass die Tasse bereits einen Block plus die 20 pf Bête enthält, wird eine neue doppelte Bête von 40 pf erstellt und getrennt gespielt. Immer wenn eine solche doppelte Bête existiert, wird eine neue erstellt, wobei diese doppelten Einsätze auf dem Tisch neben der Tasse aufgereiht werden. Das Spiel wird fortgesetzt, bis alle ursprünglichen Blöcke gewonnen sind, eine Spielsequenz, die als eine Blockade bezeichnet wird. Eine Sitzung umfasst normalerweise 2 – 3 Blockaden. Beim Spielen mit Blöcken wurde der Fragespiel häufig ganz fallengelassen, eine Vorgehensweise, die laut der Autor von AAD „eigentlich zu bedauern ist“, da bei einer Frage die Fähigkeit zum Austausch mit dem Skat vorhanden ist.[4]
- Schreckensteiner. Beim Spiel mit Blöcken konnte es auch einen zweiten Topf geben, den Schreckensteiner, in den ein Zehntel des Gewinns eingezahlt wurde. Damit sollten die Kosten für das Kartengeld gedeckt werden, d. h. eine Gebühr, die das Hotel oder die Kneipe für das Kartenspiel verlangte. Der nach Zahlung der Gebühr übrig gebliebene Überschuss wurde am Ende der Sitzung ausgespielt, indem man z. B. jeweils 40 Pf in den Topf legte.[4]

In „Herrenkreisen“ betrug der Tarif ½, 1 und 2 Pf pro Punkt für die Frage, Solo bzw. das Herzsolo, „wenn man nicht hoch spielen will“. AAD sagt uns ohne Erklärung, dass diese Tarife bei Damenspielen durch zwei oder vier geteilt werden. Ein Matsch ist 100 Points wert, wenn er still ist, und 200, wenn angesagt. Alle Tarife müssen vor Spielbeginn vereinbart werden.

## Variationen
AAD verzeichnet zwei Variationen:
- Siebzig-Spiel, das zwischen einer Frage und einem Solo liegt. Der Alleinspieler tauscht mit dem Skat und nennt eine beliebige Farbe als Trumpf, muss aber mehr als 70 Points erzielen, um zu gewinnen. Es wurde wie bei einer Frage bezahlt und beim Blockspiel beanspruchte der Gewinner einen Block.
- Bismark (sic), das der Geber spielen muss, wenn die anderen passen, und bei der Frage nicht erlaubt ist. Der Geber fordert eine Karte von den Gegnern und gibt im Austausch eine beliebige Karte ab. Wenn die Karte im Skat liegt, hat der Geber natürlich Pech.

TSP, eine kürzere Abhandlung, die von 1881 bis 1910 in mehreren Ausgaben veröffentlicht wurde und den Titel Tarok (Sans prendre) trägt, folgt weitgehend AAD, erwähnt aber zwei verschiedene Varianten:
- Rufen („Anrufen“), wobei ein Matsch-Spieler eine Karte fordern kann, die er nicht hält
- Siebziger-Solo, vermutlich das höchste Gebot, bei dem ein Solospieler 71 Punkte erreichen muss, um zu gewinnen.

## Nachkommen
Zur Familie der Spiele, die vom deutschen Tarok abstammen, gehören das Bayerische Tarock, das schwäbische Tapp, das mexikanische Rana und die amerikanischen Spiele Frog und Solo, auch Six-Bid, Slough oder Sluff genannt, sowie das österreichische Spiel Bauerntarock.